# Кириллін Володимир Олексійович
Володимир Олексійович Кириллін (20 січня 1913, місто Москва, тепер  Російська Федерація — 29 січня 1999, місто Москва) — радянський діяч, фізик, видатний вчений в галузі енергетики, віце-президент АН СРСР, заступник голови Ради міністрів СРСР і голова Державного комітету РМ СРСР з науки і техніки. Член Центральної Ревізійної комісії КПРС у 1956—1961 роках. Кандидат у члени ЦК КПРС у 1961—1966 роках. Член ЦК КПРС у 1966—1981 роках. Депутат Верховної Ради СРСР 6—10-го скликань. Доктор технічних наук (1951), професор (1952). Дійсний член Академії наук СРСР по відділенню технічних наук (енергетика) (з 29.06.1962, член-кореспондент з 23.10.1953). Іноземний член Болгарської Академії наук (1969).

## Життєпис
Народився в родині дитячого лікаря. Після закінчення семирічної школи № 16 Бауманського району Москви з червня 1928 року навчався на курсах підготовки у втуз при Московському педагогічному технікумі.
З червня 1929 року — чорнороб, підручний слюсаря, слюсар Московського електрозаводу. У 1931 році вступив на вечірнє відділення Московського енергетичного інституту (МЕІ). У травні 1932 року перейшов на роботу слюсарем в Московську теплову мережу «Мосенерго» (Мостепломережбуд).
З січня 1933 року навчався на денному відділенні Московського енергетичного інституту. Закінчив МЕІ за фахом інженера-теплотехніка, захистивши в липні 1936 року дипломний проєкт «Сокольницька теплоцентраль потужністю 50 мегават при 130 атмосферах».
Після закінчення інституту у 1936 році працював інженером Каширської державної районної електростанції (ДРЕС) Московської області.
З жовтня 1936 по лютий 1938 року служив у Військово-морському флоті СРСР: на особливо потужній електростанції Тихоокеанського флоту.
Член ВКП(б) з 1937 року.
З лютого 1938 року — інженер Бюро прямоточного котлобудування в Москві. У вересні 1938 року поступив до заочної аспірантури Московського енергетичного інституту. У березні 1939 року перевівся в очну аспірантуру. З 1939 по 1941 рік працював асистентом у Московському енергетичному інституті.
У кінці серпня 1941 року призваний до Червоної армії. Навчався на курсах підготовки офіцерів морської піхоти, був курсантом, потім — викладачем курсів. Демобілізувався влітку 1943 року. У 1943 році — інструктор ЦК ВКП(б).
У 1943 році захистив кандидатську дисертацію на тему «Теплоємності реальних газів і їх залежність від температури і тиску».
У 1943—1945 роках — викладач кафедри інженерної теплофізики, партійний організатор Московського енергетичного інституту.
З травня по серпень 1945 року служив у складі Групи радянських військ в Австрії.
У 1945—1954 роках — викладач, доцент (з 1946), професор (з 1952) кафедри інженерної теплофізики; одночасно секретар комітету ВКП(б), заступник директора (у 1951—1954 роках)  Московського енергетичного інституту.
У 1951 захистив докторську дисертацію на тему «Дослідження термодинамічних властивостей води і водяної пари високих параметрів». У 1954 році з ініціативи Володимира Кирилліна була утворена кафедра інженерної теплофізики, яку він очолював до 1982 року. Був директором лабораторії високих температур АН СРСР, пізніше перетвореної в Науково-дослідний інститут високих температур (НІІВТ) при Московському енергетичному інституті.
У 1954—1955 роках — заступник міністра вищої освіти СРСР.
У 1955 році — заступник голови Державного комітету Ради міністрів СРСР по новій техніці.
У вересні 1955 — 20 грудня 1962 року — завідувач відділу науки, вищих навчальних закладів і шкіл ЦК КПРС.
У грудні 1962 — лютому 1963 року — заступник завідувача ідеологічного відділу ЦК КПРС.
5 лютого 1963 — 12 листопада 1965 року — віцепрезидент Академії наук СРСР.
Одночасно у 1963—1966 роках — голова правління Всесоюзного товариства «Знання». У 1963—1964 роках — голова Радянського Пагуошського комітету.
2 жовтня 1965 — 22 січня 1980 року — заступник голови Ради міністрів СРСР.
Одночасно 2 жовтня 1965 — 5 липня 1978 року — голова Державного комітету Ради міністрів СРСР з науки і техніки. 5 липня 1978 — 22 січня 1980 року — голова Державного комітету СРСР з науки і техніки.
У 1980—1985 роках — завідувач Сектора високих температур Академії наук СРСР.
У 1985—1988 роках — академік-секретар відділення фізико-технічних наук та енергетики Академії наук СРСР.
У 1988—1994 роках — радник Президії Академії наук СРСР (Російської Академії наук). Працював в Інституті високих температур РАН.
Головний редактор журналів «Теплоенергетика» (з 1963 року), «Вісник Академії наук СРСР» (1963—1966), «Енергія» (з 1982 року). Був членом редакційної колегії журналів «Наука і життя» і «Інженерно-фізичного журналу».
Помер 29 січня 1999 року. Похований в Москві на Новодівочому цвинтарі.

## Наукова діяльність
Основні дослідження стосуються теплофізичних властивостей різних речовин, зокрема властивостей води і водяної пари, важкої води і її пари при високих параметрах. Вивчав термодинамічні властивості великого числа твердих речовин при високих температурах. Наукові інтереси пов'язані також зі створенням магнітогідродинамічних генераторів для прямого перетворення теплової енергії в електричну, багато зробив для розробки унікальних технологій передачі великих мас енергії на наддалекі відстані при ультразвуковій напрузі.
Автор праць «Основи експериментальної термодинаміки» (1950), «Термодинамічні властивості газів» (1953), «Термодинаміка розчинів» (1956), «Дослідження термодинамічних властивостей речовин» (1963), «Важка вода» (1963), «Технічна термодинаміка» (1968), «Сторінки історії науки і техніки» (1986).

## Нагороди і звання
- чотири ордени Леніна (21.01.1963, 1973,)
- орден Жовтневої Революції (1983)
- орден Трудового Червоного Прапора
- орден «За заслуги перед Вітчизною» IV ст. (Російська Федерація) (4.03.1998)
- медаль «За доблесну працю у Великій Вітчизняній війні 1941—1945 рр.»
- медаль «За трудову доблесть» (26.09.1960)
- медалі
- Сталінська премія ІІІ ст. (1951) — за теоретичні та експериментальні дослідження термодинамічних властивостей води і водяної пари в області високих і надвисоких температур і тисків
- Ленінська премія (1959) — за теоретичні та експериментальні дослідження теплофізичних властивостей води і водяної пари при високому тиску
- Державна премія СРСР (1976) — за підручник «Технічна термодинаміка»